# 헬윙기아속
헬윙기아속(Helwingia)은 2-5종의 관목으로 이루어진 속씨식물 속으로 아시아에 자생한다. 헬윙기아과(Helwingiaceae)의 유일속이다.
이들은 동아시아의 온대 지역, 예를 들어 중국과 네팔 그리고 일본에 분포한다.
2003년의 APG II 분류 체계는 이 과를 감탕나무와 필로노마과와 함께 감탕나무목으로 분류했다.
헬윙기아과는 1981년의 크론퀴스트 분류 체계에서는 존재하지 않았고, 대신 헬윙기아속을 층층나무과로 분류했다.